# Amazone de Dufresne
Amazona dufresniana
Espèce
Statut de conservation UICN

 NT  : Quasi menacé
Statut CITES
L'Amazone de Dufresne (Amazona dufresniana) est une espèce assez rare du genre Amazona. Elle est parfois appelée Amazone à joues bleues, mais ce nom prête à confusion car il est plutôt attribué à une autre espèce, nommée également Amazone du Brésil ou Amazone à queue rouge (Amazona brasilensis).

## Nomenclature
Son nom rend hommage à l'ornithologue Louis Dufresne (1752-1832), l'un des pionniers à bord de l'Astrolabe.

## Description
Cet oiseau mesure environ 34 cm.
Les plumes du front et de la calotte sont jaune orangé bordées de vert. Les lores sont jaunes et les joues présentent une teinte azur.

## Répartition
Cet oiseau assez rare est localisé dans une aire restreinte du nord-est de l'Amérique du Sud : Guyane, Surinam, Guyana et Venezuela (Bolivar).

## Sources
- Forshaw J.M. (2006) Parrots of the World. An identification guide. Princeton University Press, Princeton, Oxford, 172 p.
- Mario D. & Conzo G. (2004) Le grand livre des perroquets. de Vecchi, Paris, 287 p.